# Ricardo (dessinateur)
Pour les articles homonymes, voir Ricardo, Ricardo Martínez et Martínez.
Ricardo (né Ricardo Antonio Martínez Ortega en 1956 à Santiago du Chili) est un dessinateur de presse chilien qui travaille pour El Mundo.

## Prix
- 2005 : Prix Haxtur de l'humour et du « finaliste ayant reçu le plus de votes » pour Ricardo 2003-2004.
- 2011 : Prix international d'humour Gat Perich, pour l'ensemble de son œuvre
- 2014 : Prix Haxtur de l'« auteur que nous aimons », pour l'ensemble de son œuvre